# Sommerschafweide auf Marksteigle
Die Sommerschafweide auf Marksteigle ist ein vom Landratsamt Münsingen am 31. Mai 1955 durch Verordnung ausgewiesenes Landschaftsschutzgebiet auf dem Gebiet der Gemeinde Mehrstetten.

## Lage
Das etwa 2,3 Hektar große Landschaftsschutzgebiet liegt etwa 1,7 km südlich der Ortslage von Mehrstetten. Die Fläche  liegt im Naturraum Mittlere Flächenalb.
Geologisch stehen Formationen des Unteren Massenkalks des Oberjura an.

## Landschaftscharakter
Das Schutzgebiet ist infolge der Nutzungsaufgabe heute weitgehend bewaldet. Von Nordwesten ragt ein als Grünland genutzter, waldfreier Streifen in das Gebiet, hier finden sich auch noch Relikte der früheren Magerrasenvegetation.

## Zusammenhängende Schutzgebiete
Im Südosten grenzt unmittelbar das Naturschutzgebiet Schandental an, das gleichzeitig zum FFH-Gebiet Tiefental und Schmiechtal gehört. bei dessen Ausweisung im Jahr 1998 wurde das Landschaftsschutzgebiet erheblich verkleinert.